# Brian Duffield
Brian Duffield (* 5. November 1985 in Pennsylvania) ist ein US-amerikanischer Drehbuchautor, Filmregisseur und Filmproduzent.

## Leben
Brian Duffield wurde 1985 in Pennsylvania als eines von drei Kindern geboren und wuchs in Vororten Pennsylvanias auf. Seine Eltern sind Brian Duffield und Brenda Duffield. 1995 zog er im Alter von neun Jahren nach Irland, da seine Eltern beschlossen, als Missionare zu arbeiten. Er beschrieb die Umgebung als „völlig abgelegen und zurückgeblieben“.
Später zog er zurück in die Vereinigten Staaten und beendete im Jahr 2004 die High School. Er studierte sowohl an der Temple University als auch an der Messiah University. Danach absolvierte er ein Praktikum und arbeitete in verschiedenen Berufen. Mehrere Jahre arbeitete er zudem als Assistent. Am bekanntesten ist er für seine Drehbücher für die Filme The Babysitter, Jane Got a Gun und Die Bestimmung – Insurgent. Brian Duffield ist verheiratet. Seine Eltern leben noch immer in Irland.
2020 gab er mit dem Science-Fiction-Film Zerplatzt sein Regiedebüt. Für Netflix entwickelte er die 2023 veröffentlichte Animationsserie Skull Island.

## Filmografie (Auswahl)
Als Drehbuchautor
- 2014: Quarantine (Kurzfilm)
- 2015: Die Bestimmung – Insurgent (The Divergent Series: Insurgent)
- 2015: Jane Got a Gun
- 2017: The Babysitter
- 2020: Underwater – Es ist erwacht (Underwater)
- 2020: Zerplatzt (Spontaneous)
- 2020: Love and Monsters
- 2023: Skull Island (Fernsehserie, Schöpfer, Drehbuch von 8 Episoden)
- 2023: No One Will Save You

Als Filmproduzent
- 2020: Zerplatzt (Spontaneous)
- 2023: Cocaine Bear
- 2023: No One Will Save You
- 2025: Borderline

Als Regisseur
- 2020: Zerplatzt (Spontaneous)
- 2023: No One Will Save You